# Itaipusa acerosa
Itaipusa acerosa är en plattmaskart som först beskrevs av Brunet 1972, och fick sitt nu gällande namn av Tor Karling 1978. Itaipusa acerosa ingår i släktet Itaipusa och familjen Koinocystididae. Inga underarter finns listade i Catalogue of Life.